# کامشیبک کونکابایف
کامشیبک کونکابایف (انگلیسی: Kamshybek Kunkabayev؛ زادهٔ ۱۸ نوامبر ۱۹۹۱) بوکسور اهل قزاقستان است.